# Maria Róża Pellesi
Maria Róża Pellesi, również Maria Róża od Jezusa,  właśc. Bruna Aldina Pellesi (ur. 11 listopada 1917 w Morano di Prignano, zm. 1 grudnia 1972 w Sassuolo) – włoska zakonnica, apostołka edukacji, błogosławiona Kościoła rzymskokatolickiego.
Urodziła się w rodzinie chłopskiej i była dziewiątym dzieckiem swoich rodziców. W 1940 roku wstąpiła do Zgromadzenia Sióstr Franciszkanek Tercjarek św. Onufrego w Rimini, które zmieniło później nazwę na Zgromadzenie Franciszkanek Misjonarek Chrystusa (łac. Congregazione delle Suore Francescane Missionarie di Cristo di Rimini). Tam przybrała imię zakonne Maria Róża i złożyła pierwsze śluby zakonne (25 września 1942), po czym została przeniesiona do Sassuolo do nauczania w szkole podstawowej.
Lata II wojny światowej (1942-1945) spędziła na apostolstwie edukacji i walce z własnym ego. W 1945 roku została przeniesiona do Ferrary do parafialnej szkoły. W lipcu tegoż roku otworzyła przedszkole, ale już 5 września trafiła do szpitala z powodu zachorowania na gruźlicę z którą walczyła do śmierci.
Przez kolejnych 27 lat jej domem były szpitale i sanatoria które stały się dla niej miejscem apostolstwa. Pomagała chorym, pocieszała ich rodziny, a także pisała wiele listów, w których zachęcała do dawania odważnego świadectwa o swej wierze.
Zmarła w opinii świętości mając 55 lat.
Jej proces beatyfikacyjny rozpoczął się 1 lutego 1977 roku. Została beatyfikowana przez papieża Benedykta XVI w dniu 29 kwietnia 2007 roku w Rimini.